# المدان (نقيل العقاب)

تعديل مصدري - تعديل

المدان محلة تابعة لقرية مروحة، التابعة لعزلة نقيل العقاب بمديرية حبيش إحدى مديريات محافظة إب في الجمهورية اليمنية، بلغ تعداد سكانها 116 حسب تعداد اليمن لعام 2004.